# Foch (Schiff, 1931)
Die Foch war ein Schwerer Kreuzer der französischen Marine aus den frühen 1930er Jahren. Das Schiff, benannt nach dem französischen Marschall Ferdinand Foch, gehörte der aus insgesamt vier Schiffen bestehenden Suffren-Klasse an und wurde als dritte Einheit dieses Typs am 21. Juni 1928 auf der Marinewerft in Brest auf Kiel gelegt. Der Stapellauf erfolgte am 24. April 1929. Obgleich die Foch bereits am 15. März 1931 offiziell in Dienst gestellt wurde, wurden Fertigstellung und Endausrüstung erst am 15. September 1931 abgeschlossen. Das Schiff sah eine relativ kurze und vergleichsweise ereignislose Dienstzeit und wurde im November 1942 in Toulon selbstversenkt, um sie dem Zugriff durch deutsche Truppen zu entziehen.

## Technische Aspekte und Modifikationen
Die Foch war maximal 196,00 Meter lang und besaß eine Breite von 19,26 Meter. Der Tiefgang lag im Durchschnitt bei etwa 6,3 Metern, bei voller Einsatzverdrängung bei rund 7,5 Metern. Die Maschinenanlage, bestehend aus neun Guyot-Dampfkesseln und drei Rateau-Getriebeturbinen, leistete 88.768 WPS und ermöglichte dem Kreuzer eine Höchstgeschwindigkeit von 31,3 kn (etwa 58 km/h). Damit blieb die erzielte Leistung leicht hinter den Planungsvorgaben (90.000 WPS, 32 kn) zurück.
Eine Besonderheit bei der Foch war, dass von Beginn an keine kohlenbefeuerten Hilfskessel für die Marschfahrt eingebaut wurden, so wie es bei den zuvor gebauten Schwesterschiffen – Suffren und Colbert – der Fall gewesen war. Dieser somit leerstehende Hilfskesselraum wurde als zusätzlicher Heizölbunker genutzt. Dies wiederum ermöglichte dem Kreuzer eine leicht vergrößerte Reichweite von 5.300 Seemeilen bei 15 kn Marschfahrt (im Vergleich dazu erzielten die beiden zuvor gebauten Schwesterschiffe eine Reichweite von nur etwa 4.600 Seemeilen bei 15 kn Marschfahrt) beziehungsweise von 3.000 Seemeilen bei 25 kn Fahrt.
Aufgrund des relativ frühen Verlustes des Schiffes sowie der eingeschränkten Möglichkeiten zur Modernisierung nach dem Fall Frankreichs und der Übernahme des Schiffes durch das Vichy-Regime (ab 1940), kam es nur zu sehr geringfügigen Modifikationen bei der Bewaffnung. So wurde im Winter 1941/42 die Zahl der schweren 13,2-mm-Fla-Maschinengewehre von zwölf auf vermutlich 20 Rohre erhöht, hinzu kamen noch sieben oder acht leichtere Maschinengewehre im Kaliber 8 mm (möglicherweise vom Typ Hotchkiss M1914).

## Dienstzeit
Nach der finalen Endausrüstung im September 1931 und dem Abschluss der Erprobungsfahrten (Dezember 1931), wurde die Foch der 1. Leichten Division (1ère division légère), später beziehungsweise ab April 1937 die 1. Kreuzerdivision (1ère division croiseur), in Toulon zugeteilt. Erster Kommandant des Schiffes – bis Ende 1934 – war Capitaine de Vaisseau Alfred Édouard Richard. Im Oktober 1934 erfolgte die zeitweise Verlegung zur 3. Leichten Division (3ème division légère). Mit diesem Verband nahm das Schiff, zusammen mit den Schweren Kreuzern Duquesne und Tourville, im März 1935 an Operationen vor der griechischen Küste teil, um vor dem Hintergrund der politischen Instabilität dort notfalls französische Interessen und Staatsangehörige schützen zu können. Im März 1936 wurde der Kreuzer wieder zur 1. Leichten Division detachiert und verblieb dort, nur unterbrochen von einer Werftliegezeit 1937, bis zum Ausbruch des Zweiten Weltkrieges im September 1939. 

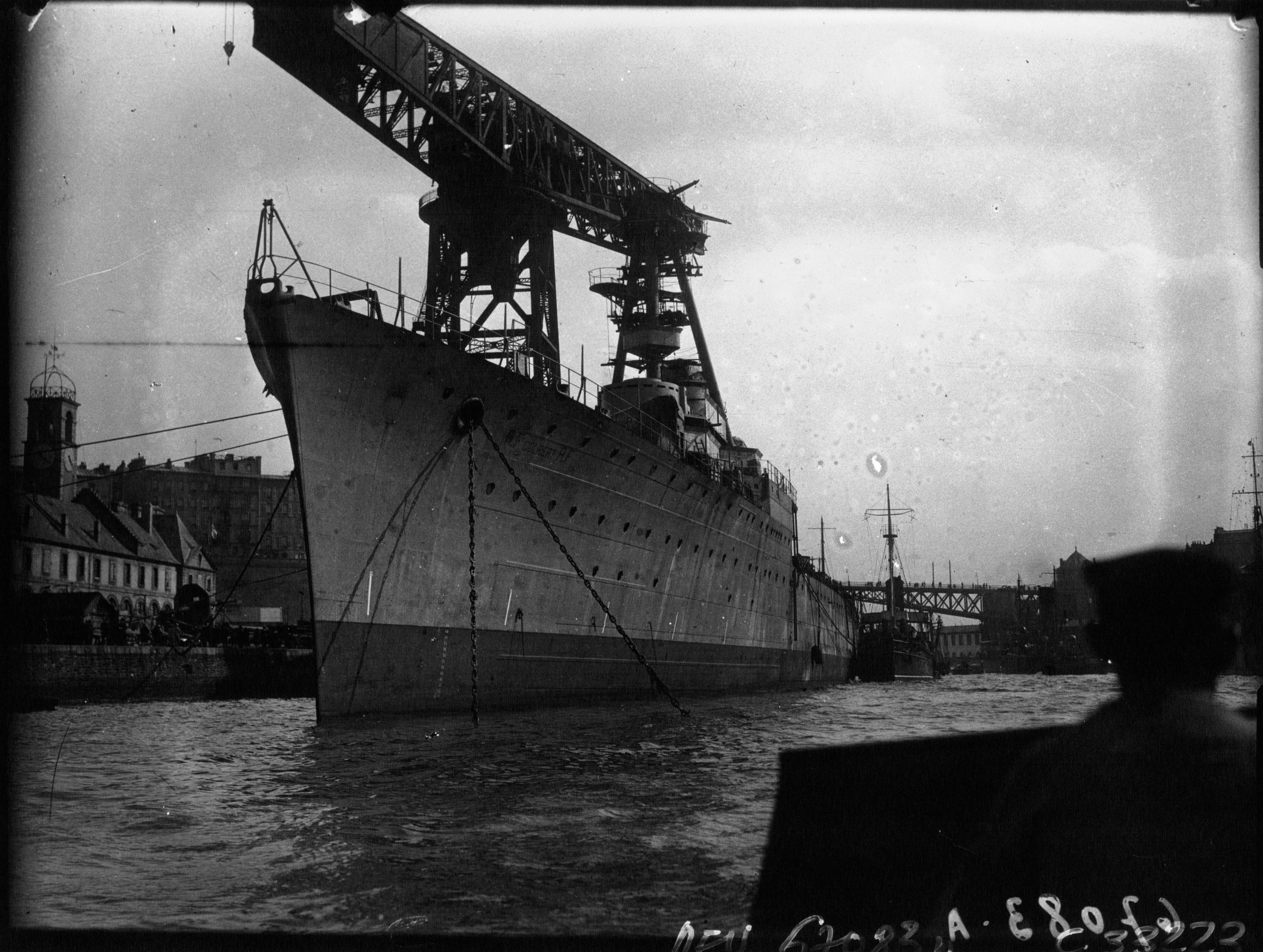
Die Foch unmittelbar nach dem Stapellauf in Brest (1929).

Im Oktober 1939 bildete die Foch, gemeinsam mit dem Schwesterschiff Dupleix, die in Dakar stationierte Force M. Diese war eine von acht Kampfgruppen, die von alliierter Seite aufgestellt wurden, um nach deutschen Handelsstörern im Atlantik, namentlich das Panzerschiff Admiral Graf Spee, zu suchen. Im November 1939 operierte der Kreuzer dabei zeitweise gemeinsam mit dem britischen Flugzeugträger Hermes zwischen Natal und Freetown. Diese Patrouillenfahrten wurden bis Ende 1939 fortgesetzt, erbrachten aber keinen Erfolg und die Foch verlegte Mitte Januar 1940 zurück in das Mittelmeer. Ende Januar 1940 sicherte der Kreuzer, erneut zusammen mit der Dupleix, einen von Bermuda nach Casablanca laufenden alliierten Konvoi.
Am 13./14. Juni 1940 war die Foch Teil eines Verbandes, bestehend aus den Schweren Kreuzern Algérie, Colbert und Dupleix sowie elf Großzerstörern, welcher die italienischen Häfen Genua, Savona, Albissola Marina und Vado Ligure beschießen sollte. Die Foch operierte hierbei gegen Vado Ligure. Im Verlauf des Unternehmens, etwa zwischen 04:26 Uhr und 04:40 Uhr morgens, verfeuerte der Kreuzer rund 100 Granaten vom Kaliber 20,3 cm. Allerdings erlitt die Foch hierbei einen Ruderschaden und musste, nachdem das Schiff unkontrolliert einen Vollkreis gefahren hatte, die Operation abbrechen und mit manueller Hilfssteuerung nach Toulon zurückkehren. Das Unternehmen endete letztlich, ohne dass nennenswerte Schäden auf italienischer Seite entstanden wären – alleine etwa ein Drittel der vom Verband in der Dämmerung abgefeuerten Granaten lag zu kurz und landete im Meer. Zum Zeitpunkt des französischen Zusammenbruches und dem hieraus resultierenden Waffenstillstand von Ende Juni 1940, befand sich das Schiff noch in Toulon in Reparatur. Nachdem am 3. Juli 1940 britische Flottenkräfte die französische Marinebasis in Mers-el-Kébir angegriffen hatten, lief die Foch, gemeinsam mit der Dupleix und der Algérie, von Toulon aus, um das aus Mers-el-Kébir entkommende Schlachtschiff Strasbourg aufzunehmen. Diese Operation gelang allerdings nicht beziehungsweise die Schiffe verfehlten sich und das Schlachtschiff erreichte Toulon selbstständig.
Nachfolgend bildete der Kreuzer, gemeinsam mit dem Schlachtschiff Strasbourg, den Schweren Kreuzern Algérie und Dupleix, den Leichten Kreuzern Marseillaise und La Galissonnière sowie acht Zerstörern, ab September 1940 die in Toulon stationierten vichy-französischen Hochseestreitkräfte (FHM, forces de haute mer). Zwischen Februar 1941 und Mai 1942 stand die Foch unter dem Befehl von Capitaine de Vaisseau Pierre Louis Pothuau. Dieser Verband lief allerdings in den folgenden beiden Jahren zu keinen nennenswerten Vorstößen aus. Lediglich zwischen dem 5. und dem 8. November 1940 ging dieser Verband mit der Strasbourg, den genannten Kreuzern und fünf Zerstörern geschlossen in See, um eine Gruppe von zuvor aus Mers-el-Kébir ausgelaufenen Flottenkräften  –  das alte Schlachtschiff Provence und fünf Zerstörer  – aufzunehmen und nach Toulon zu geleiten. Im Juni 1941 half die Foch ferner bei der Überführung eines algerischen Zuaven-Bataillons von Algier nach Marseille. Dieses Bataillon wurde später mit Zerstörern nach den (noch) vichy-französisch kontrollierten syrisch-libanesischen Mandatsgebieten transportiert (siehe hierzu Operation Exporter).

## Verbleib
Nach der alliierten Invasion im vom Vichy-Regime noch kontrollierten Französisch-Nordafrika (Operation Torch) im November 1942 und der raschen Kapitulation der noch dort befindlichen Vichy-Kräfte, marschierten deutsche und italienische Streitkräfte in den noch unbesetzten Teil von Frankreich ein. Hierbei versuchte die deutsche Wehrmacht, die in Toulon liegenden Flotteneinheiten des Vichy-Staates unter Kontrolle zu bekommen. Um sich diesem Vorhaben zu entziehen, versenkten sich diese Schiffe am 27. November 1942 selbst. Die im Darse de Castigneau liegende und zu diesem Zeitpunkt im Reservestatus befindliche Foch wurde dabei durch das Öffnen der Seeventile im seichten Hafenwasser versenkt sowie durch Sprengladungen im Inneren der Geschütztürme zudem beschädigt.
Das Wrack des Schiffes wurde am 18. April 1943 von italienischen Bergespezialisten zwar gehoben, aber nicht mehr repariert (obgleich die Beschädigungen im Vergleich zu anderen in Toulon selbstversenkten Schiffen relativ moderat waren). Das Schiff wurde schließlich nach La Seyne-sur-Mer verbracht und dort ab Juli 1943 abgebrochen.